# Phitsanulok (stad)
Phitsanulok (thai: พิษณุโลก) är en stad i regionen nordöstra Thailand, med omkring 68 000 invånare (år 2017). 

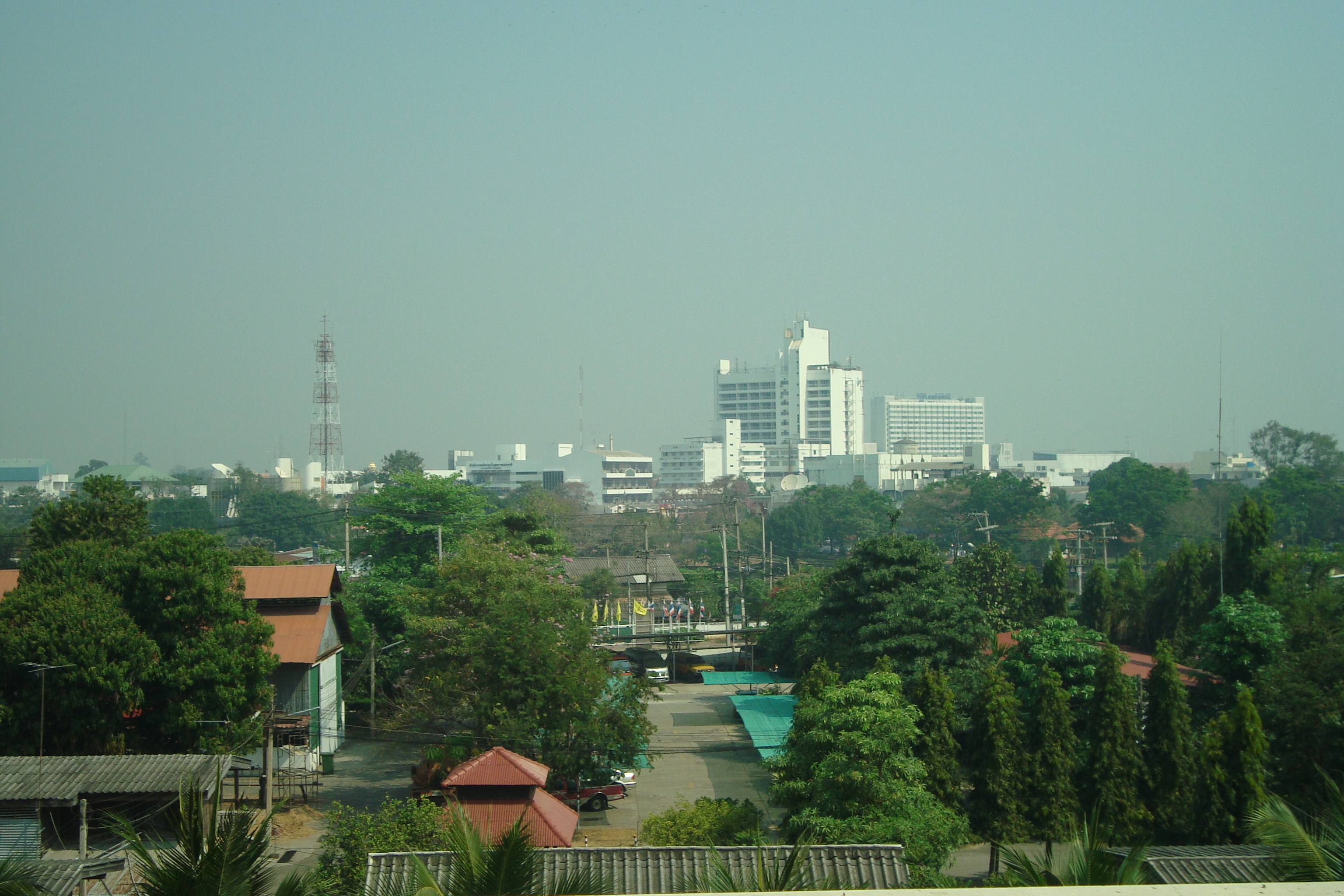
Staden Phitsanulok

 Staden är administrativt centrum i provinsen Phitsanulok. Staden ligger cirka 300 kilometer nordöst om Bangkok, och är förbunden med denna via flyg och fyrfilig motorväg. 